# バリューナイトフィーバー
『バリューナイトフィーバー』は、日本テレビの深夜番組。毎週土曜深夜24:50 - 25:50(JST)放送。2005年4月2日放送開始、2006年9月30日終了。単発特別番組枠であるが、1本の番組を2週 - 3週にわたって放送することもある。若手スタッフらによる実験的企画を放送。
2006年10月7日から土曜13:30 - 14:55へ移行し「サタデーバリューフィーバー」と改題し枠移動。タイトルの由来はバリューナイトで上がって弾けてほしいという狙いから。また、オープニングの走り幅跳びをする外国人は元大相撲力士の星誕期である。

## 放送リスト

### 2005年
- 4月2日、4月9日 - オオギリンZ
芸人4人に、大喜利の経験が浅い素人やタレントを加えた5人で大喜利対決。
2006年1月1日放送の新春特番『大笑点』の中でも、大喜利企画の1つとして実施された。
- 4月16日 - 落下女
男性芸人や俳優が、自分の女性の落とし方をテーマにしたコント等に挑戦
- 4月30日、5月7日 - チューケン4
磯野貴理子、出川哲朗、勝俣州和、伊集院光の、いわゆる中堅クラスに位置する芸能人4人によるトーク番組。
- 5月14日 - 街角プロレス
ロケ地は横浜市神奈川区六角橋商店街。司会・レフリーはインパルス、実況に佐藤啓（中京テレビアナウンサー）
- 5月21日、5月28日 - PARTY6 ゲームの円卓
『カミングダウト』のスタッフが制作
『霊感ヤマカン第六感』をヒントにした円卓の騎士風のクイズ番組。
- 6月4日、6月11日 - 笑い飯の臭い飯
- 6月18日、6月25日 - 山口達也のなでしこ極上デート
女性アスリートに山口がインタビューし、アスリートの魅力をデートで導き出す。
- 7月2日 - 7月16日 - ザ・ワールドクエスチョン!
萩原流行が司会の旅番組。7月2日放送は中川家、7月9日放送はタイムマシーン3号、7月16日放送はFUJIWARAがそれぞれ挑戦者となり、出題された海外にまつわるクイズ1問の正解を、直接現地へ行って調べてくる。
クロスネット局のテレビ宮崎（12月30日）とテレビ大分（12月31日）は年末進行時に、9時に他ネット局の番組を放送するための救済処置番組として放送された。
- 7月23日 - 最強お笑い芸人決定戦 時間無制限100本勝負 エンドレスサマー!!
司会は羽鳥慎一（日テレアナウンサー）と若槻千夏。
- 7月30日、8月6日 - KAT-TUN3
7月30日放送はKAT-TUNのメンバー意識調査、8月6日放送はMEGUMIとの横浜1人ずつデートを放送。
- 8月13日 - 9月3日 - マイ・ハッピー・マスク・マリッジ
覆面マスクをした男女10名が共同生活。告白してカップルとなったら、二人暮らしを経た後、マスクを脱いでプロポーズするルール。8月13日はお見合い、8月20日は共同生活の模様を、9月3日はプロボーズの模様を放送。
2002年4月 - 10月放送の『マスクマン!』（テリー伊藤演出）の企画「プラトニックラブ」の流用。
- 9月10日、9月17日 - トンデモ迷宮
陣内智則が扮する王様に、世界中から集められた情報を献上する。
- 9月24日、10月1日 - 電脳刑務所 サイバープリズン
世にも奇妙な芸能法を賛成・反対の芸能人に分かれ議論、有罪ならばネット上の監獄に入れられる。判事は浅草キッド。
- 10月15日、10月22日 - 太田光の私が総理大臣になったら…秘書田中。
- 10月29日 - 11月12日 - 史上最大のバンドウォーズ!斬新!アレンジの王様
司会は爆笑問題。初代アレンジの王様 - ウェイバックマシン（2004年9月20日アーカイブ分）はグループ・サウンズのザ・ルーピーサーカス。
- 11月19日、11月26日 - いい男はマーケティングで見つかる（テレビドラマ）
片瀬那奈主演。結婚を控えた友人（矢沢心）のためにマーケティングで男を見定める。主人公の会社の後輩（麗菜）も調査に参加。やっと見つけた相手（東根作寿英）も友人への気まぐれでフッてしまう。
- 12月10日 - 完全密着!三浦知良38歳の挑戦（ドキュメンタリー）
- 12月17日 - FBI・不健康撲滅委員会
街角に繰り出しどれだけ不健康かを診断。芸能人が不健康な体でないかもかかっていないかも診断。不健康と判断されると、バッドボーイズら健康番長の指導（実際は専門医師の指導）を受けることに。
- 12月24日、2006年1月7日 - 運命の言霊〜ことだま〜
司会はロンドンブーツ1号2号。霊能者と占い師が芸能人の悩みを解決。

### 2006年
- 1月28日、2月4日 - SAMURAI5 100万円を守り抜け!
最初に手渡された100万円分の賞金を5人に分配して、5人が簡単なゲームに挑戦。成功者の賞金はそのまま、プレッシャーに耐え切れず失敗した人の賞金が没収される。
2006年10月4日の21:00 - 22:48(JST)に『SAMURAI5 500万円を守りぬけ!金が欲しけりゃプレッシャーに負けんなよっ!SP』としてゴールデンタイムで特別番組化。
- 2月25日、3月4日 - 俺の話を聞いてくれ!
ニートを芸能人が直撃し、どういう生活をしているか、対峙させる。
- 3月11日、3月18日 - すっぴんジャパ〜ン!
外国人レポーターが日本の各所の様子を探索。MCは南海キャンディーズ。
- 3月25日、4月1日 - 悶々セラピー
人に言いたくても言えないエピソードを芸能人扮するドクターが診察。院長はいとうせいこう、看護師は中川翔子。
- 4月9日、4月15日 - ハヌッセンの館
- 4月22日、4月29日 - 次長課長のすごい奴ら伝
- 5月6日、5月13日 - 今夜はこれから!
歌・コント・トークなどで構成されるバラエティショー。MCはマルシアと青木さやか。5月6日のゲストは田中裕二と清水ミチコ、5月13日のゲストは片桐はいりと石塚英彦。『シャボン玉ホリデー』や『今夜は最高!』を意識した構成。
- 5月20日、5月27日 - ロバート★ツアー
- 6月3日、6月10日　- 探偵!ひとり
ゲスト3人がある芸能人に密着したVTRを見て、それが誰かを当てる。VTRの途中には誰かがわかるヒントが隠されているが、映るのは一瞬であり、しかも難解であるため、司会の劇団ひとりも「『ダヴィンチコード』なみに難しい（このころ映画が上映されていたため）」とコメントした。
- 6月17日 - 死ぬかと思った（テレビドラマ）
「死ぬかと思った」という経験を描いたオムニバスドラマ。
- 6月24日 - はなわの密着男
- 7月1日、7月8日 - 対決♥愛されBODY〜憧れのおしごと編〜
- 7月15日 - 「ラジかるッ」スペシャル キャバ姫'06夏祭り
- 7月22日、7月29日 - 予告詐欺
司会はさまぁ〜ず。芸能人に事前に3日間にドッキリを5つ仕掛け、それを見破ってもらう。解答のチャンスは5回で電話で行う。すべてを見破れば賞金100万円。4つで30万円。3つで10万円。2つは0円。1つは罰金50万円。1つも見破れなければ罰金100万円。
- 8月5日、8月12日 - 科学でお悩み解決! サイエンちゅ♥
どんな悩みも「きりたんぽ博士」と、助手のアンガールズやスピードワゴンが科学で解決させる。秘書は脊山麻理子アナウンサー。
- 8月19日、9月2日 - 欲9
MCは山里亮太（南海キャンディーズ）と中田有紀。同じ欲求を持った9人が、9人全員が納得できるその欲求を叶えられる欲求実行人1人を選ぶ。青木裕子ら冠番組を持ちたい9人のタレントのうち、有吉弘行が第2日本テレビでの冠番組『消え物ハンター有吉』を獲得。
『サタデーバリューフィーバー』で第2弾が放送された。
- 9月9日、9月16日 - 真実の日記 新宿歌舞伎町の現在（ドキュメンタリー）
- 9月23日、9月30日 - 1週間で恋する方法〜ブログ♥デート〜
恋人の欲しい男女4人がブログを開設し、ブログのコメントを見極めて開設1週間以内（2006年8月25日 - 8月31日）に恋人を見つける。

## この枠からレギュラー化した番組
- 落下女
若手芸人出演のコント番組。バナナマン、おぎやはぎらが出演。2005年10月4日 - 2006年3月28日に放送。
- 太田光の私が総理大臣になったら…秘書田中。
爆笑問題が司会を務める（事実上は太田光）討論バラエティ番組。
第2弾が2006年1月3日にゴールデンタイムで全国放送され、2006年4月14日レギュラー番組としてスタート。2010年8月27日に終了後も不定期に放送。
- 死ぬかと思った
黄金の舌枠で放送。2007年4月7日 - 2007年6月30日に放送。

## 関連番組
- 企画工場なりあがり（同時期に放送開始したTBSテレビの単発バラエティ実験深夜番組）
- ニューカマーズ（2004年 - 2005年3月に土曜深夜放送）
- ドスペ2